# فرودگاه کروسنو
فرودگاه کروسنو  (به انگلیسی: Krosno Airport) (به زبان بومی: Port Lotniczy Krosno) یک فرودگاه همگانی مسافربری است که یک باند فرود بتن دارد و طول باند آن ۰ متر است. این فرودگاه در کشور لهستان قرار دارد .